# Guyencourt-sur-Noye
Guyencourt-sur-Noye är en kommun i departementet Somme i regionen Hauts-de-France i norra Frankrike. Kommunen ligger i kantonen Boves som tillhör arrondissementet Amiens. År 2022 hade Guyencourt-sur-Noye 159 invånare.

## Befolkningsutveckling
Antalet invånare i kommunen Guyencourt-sur-Noye
| Referens: INSEE |